# Храстје Плешивичко
Храстје Плешивичко је насељено место у граду Јастребарско, Загребачка жупанија, Хрватска.

## Историја
До територијалне реорганизације у Хрватској било је у саставу старе општине Јастребарско.

## Становништво
У попису становништва из 2011. године, Храстје Плешивичко је имало 182 становника.
| Број становника према пописима | Број становника према пописима | Број становника према пописима | Број становника према пописима | Број становника према пописима | Број становника према пописима | Број становника према пописима | Број становника према пописима | Број становника према пописима | Број становника према пописима | Број становника према пописима | Број становника према пописима | Број становника према пописима | Број становника према пописима | Број становника према пописима | Број становника према пописима |
| ------------------------------ | ------------------------------ | ------------------------------ | ------------------------------ | ------------------------------ | ------------------------------ | ------------------------------ | ------------------------------ | ------------------------------ | ------------------------------ | ------------------------------ | ------------------------------ | ------------------------------ | ------------------------------ | ------------------------------ | ------------------------------ |
| 1857                           | 1869                           | 1880                           | 1890                           | 1900                           | 1910                           | 1921                           | 1931                           | 1948                           | 1953                           | 1961                           | 1971                           | 1981                           | 1991                           | 2001                           | 2011                           |
| 52                             | 74                             | 72                             | 71                             | 79                             | 111                            | 86                             | 106                            | 103                            | 112                            | 130                            | 120                            | 113                            | 140                            | 165                            | 182                            |

Напомена: Исказивано под именом Храстје 1857. и 1869, Храшће од 1880. до 1900. и Храстје Плешивичко од 1910. надаље.